# Morten Mattrup Smedskjær
Morten Mattrup Smedskjær (født 25. februar 1984) er professor ved Institut for Kemi og Biovidenskab, Aalborg Universitet, hvor han er leder for Oxide Glass Chemistry Group. Hans forskningsområde er glas og glaskeramiske materialer; struktur/egenskab forhold; mekaniske egenskaber af amorfe faste stoffer; topologisk og strukturel modellering; molekylær dynamik; maskinlæring.

## Uddannelse og karriere
Morten Mattrup Smedskjær har en kandidatgrad i kemiteknik (2008) og en Ph.d. i materialekemi (2011) fra Aalborg Universitet. Under hans Ph.d. var han 3 måneder ved National University of Singapore og 4 måneder ved Zhejiang University, Kina. Efterfølgende var han forsker ved Glass Research Department, Corning Incorporated, USA indtil 2012, hvor han blev ansat ved Aalborg Universitet. Han blev professor ved Aalborg Universitet i 2016.
Siden 2020 har han været associeret redaktør for Journal of the American Ceramic Society og leder af Ph.d.-programmer ved Institut for Kemi og Biovidenskab, Aalborg Universitet. Han har desuden været medformand for ”Frontiers of Glass Science” forskningskonference i Brasilien og ledende organisator for ”Glass Physics” forskningskonference i Boston, USA.
Morten Mattrup Smedskjær har udgivet over 180 publikationer, hvor han er førsteforfatter og/eller kontaktforfatter på over 100 af dem.

## Hæder
Morten Mattrup Smedskjær har modtaget en række hædersbevisninger gennem sine karriere. Udvalgte ses nedenfor:
- 2010, Elite Research Scholarship from Danish Ministry of Science, Denmark[5]
- 2010, Norbert J. Kreidl Award from American Ceramic Society, USA[6]
- 2011, Best Ph.D. Award from Danish Academy of Natural Science, Denmark[7]
- 2012, Corning’s 2011 Outstanding Publication Award, Corning Incorporated, USA[8]
- 2012, Spar Nord Foundation’s Research Award, Denmark[9]
- 2013, Lundbeck Foundation’s Talent Prize, Denmark[10][11]
- 2014, Teacher of the Year, Institut for Kemi og Biovidenskab, AAU
- 2016, Corning’s 2015 Outstanding Publication Award, Corning Incorporated, USA[12]
- 2018, Sir Alastair Pilkington Award, Society of Glass Technology[13]
- 2019, Vittorio Gottardi Prize, International Commission on Glass[14]
- 2019, W.H. Zachariasen Award, Journal of Non-Crystalline Solids[15]
- 2019, Grundfosprisen, Poul Due Jensen Foundation[16][17][18]
- 2021, Elected Fellow, Akademiet for de Tekniske Videnskaber
- 2025, EliteForsk-prisen[19]